# Саксонская Швейцария (район Германии)
Саксонская Швейцария (нем. Sächsische Schweiz) — бывший район в Германии.
Центр района — город Пирна. Район входил в землю Саксония. Подчинён был административному округу Дрезден . Занимал площадь 887,89 км². Население 139 230 чел. Плотность населения 157 человек/км².
Официальный код района 14 2 87.
В ходе саксонской коммунальной реформы с 1 августа 2008 года стал частью объединённого района Саксонская Швейцария — Восточные Рудные Горы в составе новообразованного дирекционного округа Дрезден.
Район подразделялся на 25 общин. В районе находится национальный парк Саксонская Швейцария.

## Города и общины
Города
1. Бад-Готлойба-Бергисхюбель (6 103)
2. Бад-Шандау (3 050)
3. Дона (6 123)
4. Хайденау (16 722)
5. Хонштайн (3 777)
6. Кёнигштайн (2 858)
7. Либштадт (1 395)
8. Нойштадт (14343, с 1 августа 2007 включает общину Ховальд.)
9. Пирна (40 198)
10. Зебниц (9 081)
11. Штадт-Велен (1 719)
12. Штольпен (6 128)

Общины
1. Бареталь (2 362)
2. Дома (2 122)
3. Дюррёрсдорф-Диттерсбах (4 772)
4. Гориш (2 209)
5. Кирничталь (2 192)
6. Ломен (3 318)
7. Мюглицталь (2 247)
8. Поршдорф (1 305)
9. Ратен (435)
10. Ратмансдорф (1 113)
11. Райнхардтсдорф-Шёна (1 637)
12. Розенталь-Билаталь (1 771)
13. Штруппен (2 762)

Община Ховальд уже не существует как самостоятельная община. В 2007 году она вошла в состав города Нойштадт (смотри выше).
Объединения общин
Управление Бад-Готлойба-Бергисхюбель
Управление Бад-Шандау
Управление Дона-Мюглицталь
Управление Кёнигштайн/Зекс.-Швайц
Управление Ломен/Штадт-Велен
Управление Пирна
Управление Зебниц